# Joseph Servais
Frédéric Joseph Servais (Halle (Brabant Flamenc), 28 de novembre, 1850 – Idem., 29 d'agost, 1885) va ser un violoncel·lista belga.
Era fill del violoncel·lista Adrien-François Servais i Sophie Feygin. El seu germà, Franz Servais, també va treballar en el món de la música. Joseph va rebre lliçons de música del seu pare i posteriorment va actuar com a virtuós del violoncel en llocs tan llunyans com Varsòvia. Als Països Baixos, va oferir concerts al Teatre Reial i a la Diligentia, tots dos a La Haia. Va ser violoncel·lista a la cort de Weimar entre 1868 i 1870. Va tornar a Bèlgica i va esdevenir professor al Conservatori Reial de Brussel·les el 1872. Tocava un violoncel Stradivarius, igual que el seu pare. Tanmateix, abans de poder fer-se un nom, va morir solter a casa dels seus pares, Villa Servais a Halle.
El 1876 va ser nomenat oficial de l'Orde de la Corona de Roure als Països Baixos.